# Machteš

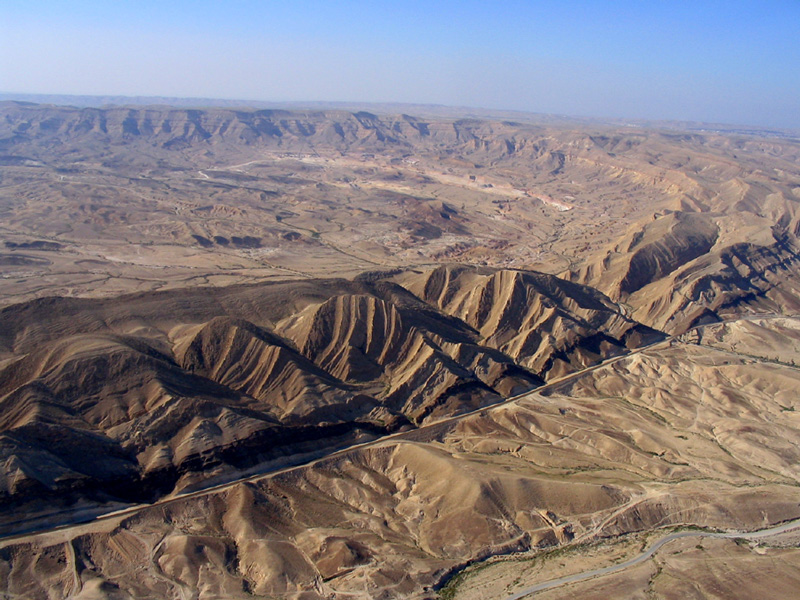
Machteš Gadol

Machteš (hebrejsky: מכתש, plural: מכתשים - „machtešim“; doslova „hmoždíř“) je jedinečný geologický kráterovitý útvar, který se nachází pouze v Negevské poušti v Izraeli a při východní části Sinajského poloostrova. Tento útvar je ze tří stran ohraničený a ze čtvrté strany otevřený. Otevřenou stranou pak odtéká voda, která do machteše spadne v podobě srážek. Jedná se o pozůstatek dřívější existence moře, které dokládá sedimentace vápence a dolomitu při svrchních vrstvách machteše, jež původně tvořily dno moře. Pod těmito sedimenty se nachází vrstvy pískovce. Nachází se zde i čedič. Na celém světě se nachází pouhých sedm machtešů, z čehož šest je v Izraeli a jeden je v Egyptě. Nejznámější a největší je Machteš Ramon.

## Vznik
Počátek vzniku jednotlivých machtešů se odhaduje na několik set milionů let a příčinou jejich vzniku byl ústup oceánu, který tehdy pokrýval dnešní oblast Negevské pouště. V počátečních fázích byly machteše vyvýšeninami, které postupem času podléhaly erozi. Před zhruba pěti miliony let došlo ke vzniku zlomu vádí al-Araba a následnému změnu toku řek. Vodní toky vytvořily vnitřní části machtešů. Eroze tekoucí vody má za následek postupné prohlubování machtešů a tím pádem odkrývání starších skalních vrstev. Na dně největšího z machtešů – Machteš Ramon - byly nalezeny vrstvy starší 200 milionů let.

## Machteše
Existence machtešů se omezuje na Negevskou poušť v Izraeli a Sinajský poloostrov v Egyptě, ačkoliv obdobné útvary se nacházejí v Turkmenistánu a Íránu.

### Negev
Negevská poušť v jižním Izraeli je domovem pěti machtešů: Machteš Ramon, Machteš Gadol, Machteš Katan a dvou menších machtešů jižně od Machteše Ramon.
- Machteš Ramon je výjimečný tím, že je odvodňován dvěma řekami (Ramon a Ardon). Jedná se o největší machteš o délce 40 km, šířce 2–10 km a hloubce přesahující 500 metrů. Skály tohoto machteše obsahují tisíce fosilií amonitů a rašelinu se starodávných vulkánů.
- Machteš Gadol (Velký machteš) byl pojmenován v době, kdy ještě nebyl zmapován Machteš Ramon a tak se předpokládalo, že právě tento machteš je největší ze všech.
- Machteš Katan (Malý machteš) je nejmenším hlavním machtešem o velikosti 5-7 km, který byl zmapován židovskými badateli v roce 1942.

### Sinaj
Na Sinaji se nachází dva machteše, avšak nejsou nijak pojmenovány. Existuje však několik jmen pro jejich stěny (Džabal al-Manzur nebo Gebel Maghara).

## Fotogalerie

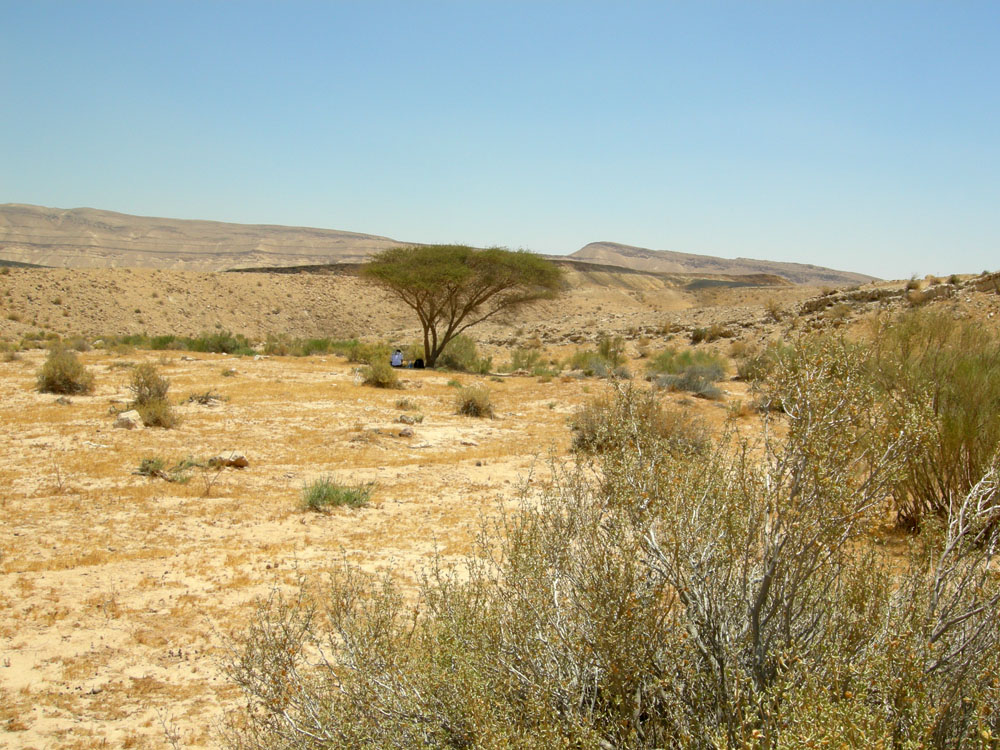
Akátovník uvnitř Machteše Gadol
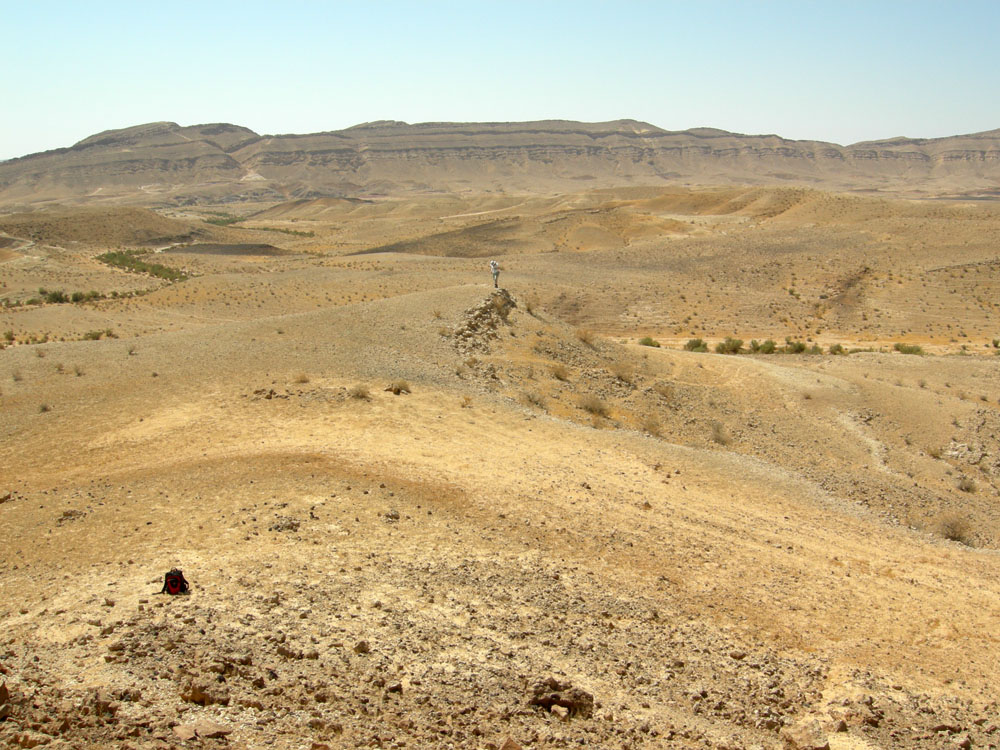
Centrální část Machteše Gadol
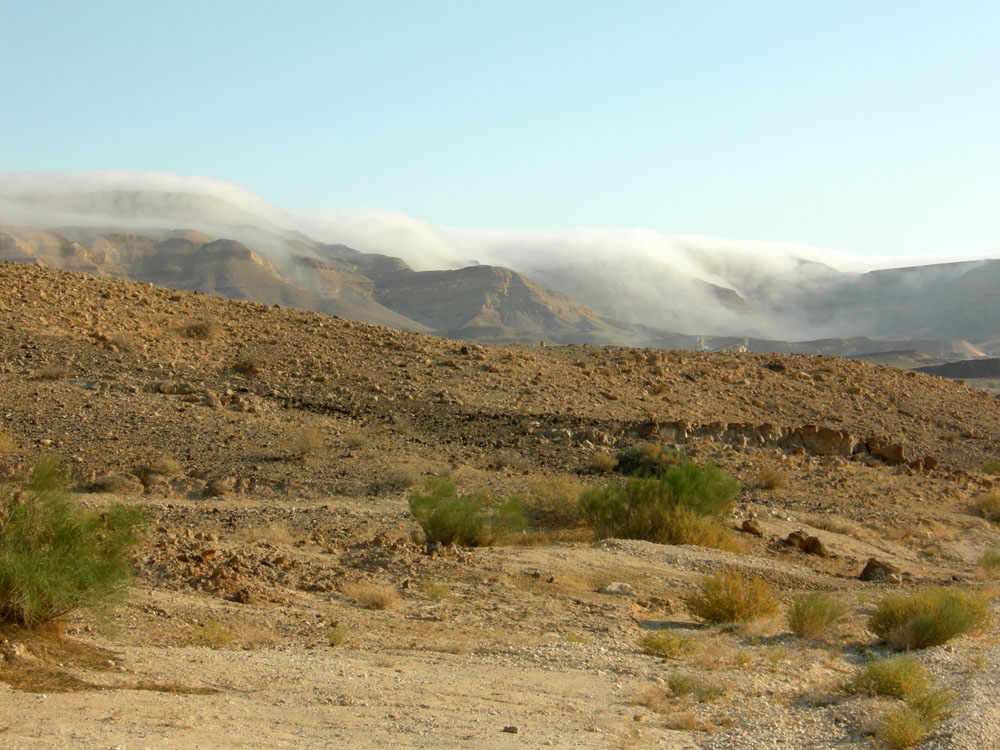
Mlha nad severním okrajem Machteše Gadol
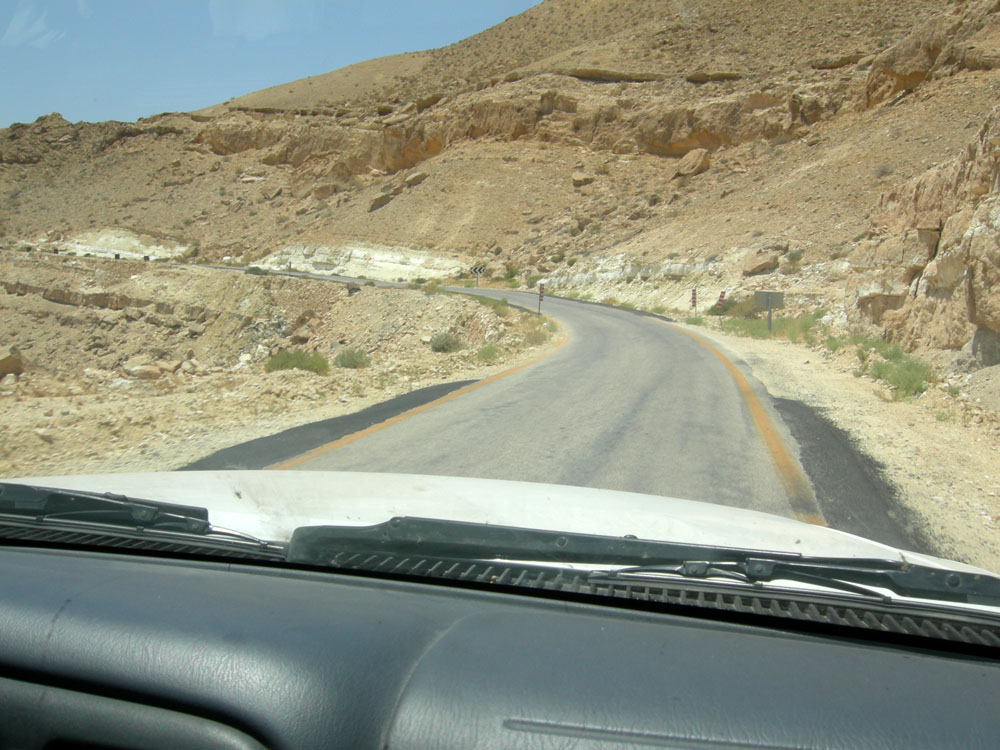
Cesta při severní části Machteše Gadol, původně postavena Brity během průzkumu ložisek ropy
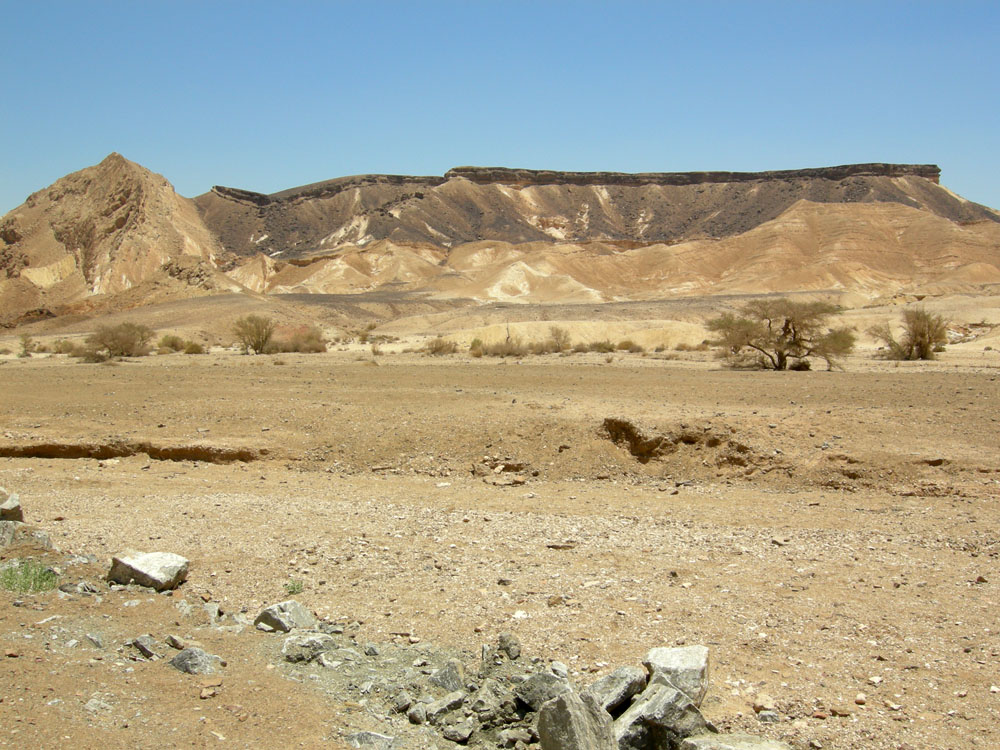
Zlom při jižní části Machteše Ramon
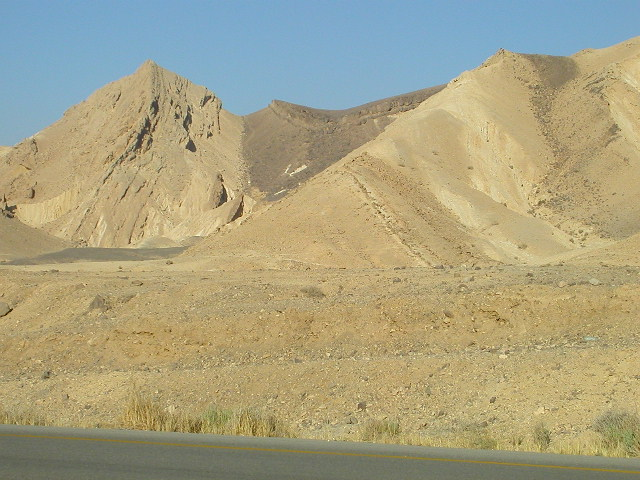
Zlom při jižní části Machteše Ramon
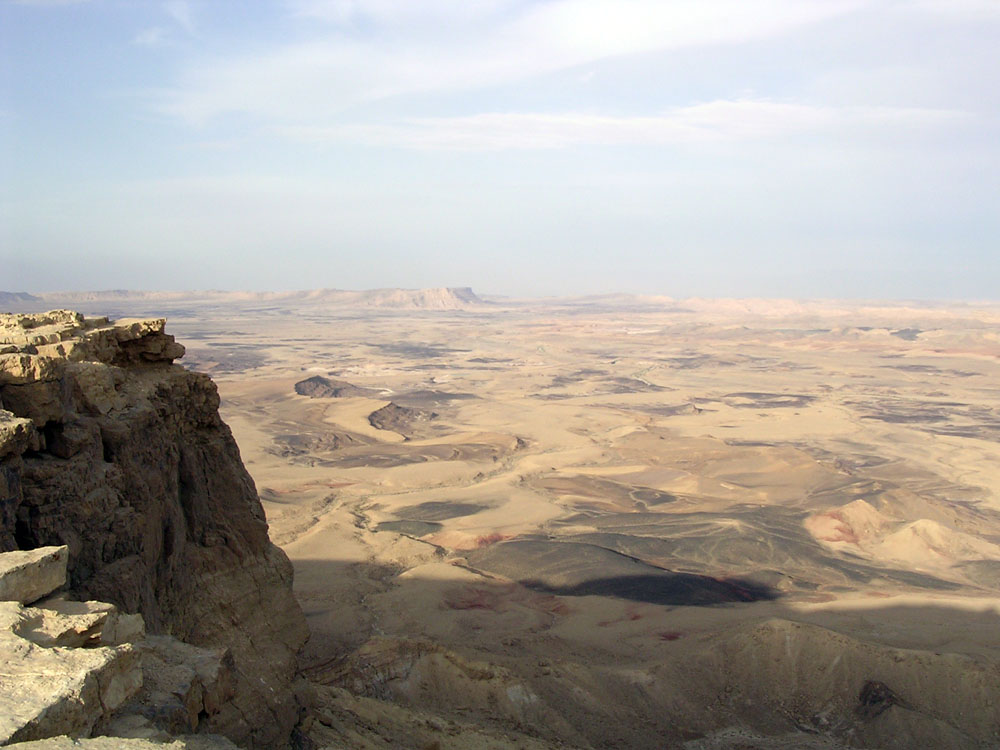
Severní okraj Machteše Ramon